# ابیزاندا

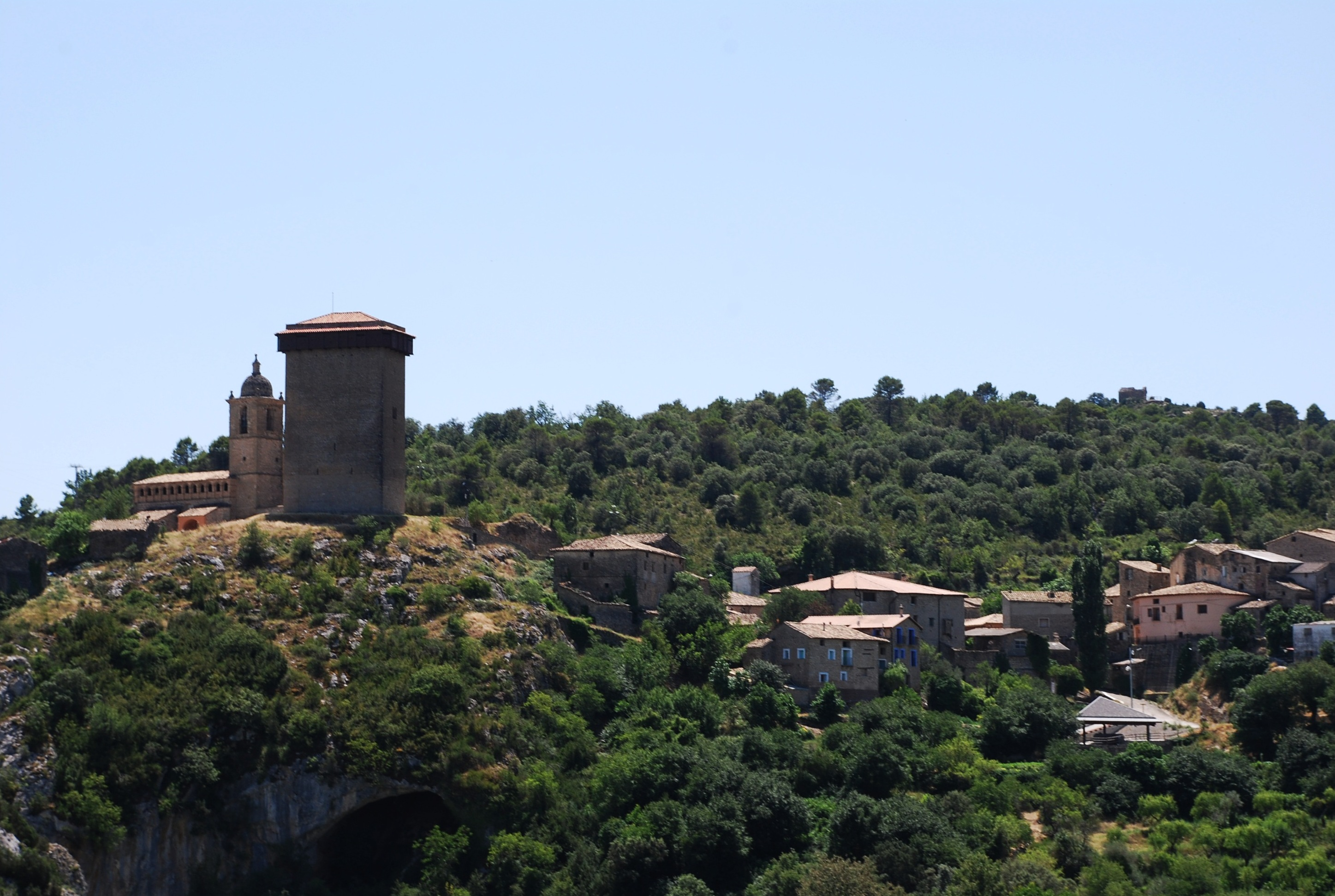
نمایی از ابیزاندا

ابیزاندا (به اسپانیایی: Abizanda) یک شهرستان در اسپانیا با جمعیت ۱۳۱ نفر است که در استان هوئسکا واقع شده‌است.